# Senecio orizabensis
Senecio orizabensis là một loài thực vật có hoa trong họ Cúc. Loài này được Sch.Bip. ex Hemsl. miêu tả khoa học đầu tiên năm 1881.